# Julie Bindel
Julie Bindel, née le 20 juillet 1962, est une écrivaine, féministe radicale anglaise,,. Elle est la cofondatrice du groupe de réforme du droit Justice for Women, qui aide depuis 1991 les femmes poursuivies pour avoir tué des partenaires masculins violents,.
Ancienne professeure invitée à l'université de Lincoln (de 2014 à 2017) et ancienne directrice adjointe du Research Centre on Violence, Abuse and Gender Relations à l'université métropolitaine de Leeds, une grande partie du travail de Julie Bindel se concentre sur la lutte contre les violences faites aux femmes et aux enfants, en particulier en ce qui concerne la prostitution, le stalking, le fondamentalisme religieux et la traite des êtres humains.
Elle est l'auteure de plusieurs livres, dont Straight Expectations (2014), The Pimping of Prostitution (2017) et Feminism for Women (2020). Elle est également rédactrice en chef, avec sa compagne Harriet Wistrich, de The Map of My Life: The Story of Emma Humphreys (2003). Elle écrit régulièrement pour The Guardian, le New Statesman, The Spectator, The Sunday Telegraph et le mensuel politique Standpoint.

## Biographie
Julie Bindel et ses deux frères (l'un plus âgé, l'autre plus jeune) grandissent dans un logement social à Darlington, au nord est de l'Angleterre.
Quand elle a 17 ans, Julie Bindel déménage à Leeds et rejoint le groupe féministe révolutionnaire de Leeds, qui fait campagne contre la pornographie.

## Publications

### Essais en langue originale
- (en) Julie Bindel et Harriet Wistrich, The Map of My Life: The Story of Emma Humphreys, Astraia Press, 2003, 252 p. (ISBN 978-0954634100)
- (en) Julie Bindel, Helen Easton, Roger Matthews et Lisa Young, Exiting Prostitution: A Study in Female Desistance, Palgrave Macmillan, 2014, 162 p. (ISBN 978-1137289407)
- (en) Julie Bindel, Straight Expectations, Guardian Books, 2014, 224 p. (ISBN 978-1783560004)
- (en) Julie Bindel, The Pimping of Prostitution: Abolishing the Sex Work Myth, Palgrave Macmillan, 2014, 392 p. (ISBN 978-1349959464)
- (en) Julie Bindel, Feminism for Women: The Real Route to Liberation, Constable, 2020, 256 p. (ISBN 978-1472132628)